# Jürgen Beck (Politiker)
Jürgen Beck (* 22. Juli 1961 in Chur) ist ein liechtensteinischer Politiker und war von 2005 bis 2013, sowie erneut von 2017 bis 2021, Abgeordneter im liechtensteinischen Landtag.

## Biografie
Von 1999 bis 2007 war Beck Mitglied des Gemeinderats von Vaduz. Er vertrat ab 2005 die Vaterländische Union im Landtag des Fürstentums Liechtenstein. Als Abgeordneter war er seit 2005 Mitglied in der liechtensteinischen Delegation in der Interparlamentarischen Union. 2009 löste er Klaus Wanger als Delegationsleiter ab. Bei der Landtagswahl im Februar 2013 trat er nicht mehr an und schied damit aus dem Landtag aus. Im Juni 2013 trat er aus der Vaterländischen Union aus. Beck ist verheiratet und hat drei Kinder.
Bei der Landtagswahl im Februar 2017 trat für Die Unabhängigen an und wurde erneut in den Landtag gewählt. Bei der nächsten Landtagswahl im Februar 2021 trat er nicht mehr an und schied damit erneut aus dem Landtag aus.